# آوینیه-له-سان-کلود
آوینیه-له-سان-کلود (به فرانسوی: Avignon-lès-Saint-Claude) یک کمون در فرانسه است که در ژورا واقع شده‌است. آوینیه-له-سان-کلود ۷٫۸۳ کیلومتر مربع مساحت دارد.